# Aron Flatten
Pour les articles homonymes, voir Flatten (homonymie).
Aron Flatten né le 19 août 2002, est un joueur allemand de hockey sur gazon. Il évolue au poste de milieu de terrain au Münchner SC et avec l'équipe nationale allemande.

## Carrière
Il a été appelé en équipe première pour concourir à la Ligue professionnelle 2021-2022.

## Palmarès
- : 1er à l'Euro U21 en 2019
- : 2e à la Coupe du monde U21 en 2021